# Мар'ївка (Сумський район)
Мар'ївка — село в Україні, у Миколаївській сільській громаді Сумського району Сумської області, після адміністративно-територіальної реформи, розпочатої у 2015 р. входить до Миколаївської сільської територіальної громади. Населення становить 240 осіб. До 2016 орган місцевого самоврядування — Северинівська сільська рада.

## Населення

### Мова
Розподіл населення за рідною мовою за даними :
| Мова       | Кількість | Відсоток |
| ---------- | --------- | -------- |
| українська | 235       | 97.92%   |
| російська  | 4         | 1.67%    |
| білоруська | 1         | 0.41%    |
| Усього     | 240       | 100%     |

## Географія
Село Мар'ївка знаходиться на відстані 1 км від сіл Северинівка і Соколине. По селу протікає пересихаючий струмок з греблею. Поруч проходить автомобільна дорога Р44.

## Історія
12 червня 2020 року, відповідно до розпорядження Кабінету Міністрів України № 723-р «Про визначення адміністративних центрів та затвердження територій територіальних громад Сумської області», село увійшло до складу Миколаївської сільської громади.
19 липня 2020 року, в результаті адміністративно-територіальної реформи та ліквідації Сумського району(1923—2020), увійшло до складу новоутвореного Сумського району.

## Відомі люди

### Відомі уродженці
- Іванов Петро Платонович — Герой Радянського Союзу (1945).